# Plangia ovalifolia
Plangia ovalifolia är en insektsart som beskrevs av Bolívar, I. 1912. Plangia ovalifolia ingår i släktet Plangia och familjen vårtbitare. Inga underarter finns listade i Catalogue of Life.